# مدل ارزیابی هوشمند
مدل ارزیابی هوشمند (انگلیسی: Automated valuation model) یا AVM نام سرویسی است که با استفاده از مدل‌های ریاضی و پایگاه داده‌ها، قیمت مسکن را ارزیابی می کند. اکثر مدل‌های ارزیابی هوشمند، قیمت یک ملک را در یک زمان خاص با آنالیز خانه‌های مشابه انجام می‌دهند؛ اما برخی دیگر، با در نظر گرفتن تغیرات قیمت مسکن در طول زمان و داده‌ها (مثل: تعداد اتاق خواب، متراژ و …) قیمت ملک را ارزیابی می‌کنند.
شرکت‌های ارزیابی مسکن، مثل شرکت‌های سرمایه‌گذاری و موسسات مالی که تسهیلات مالی را برای املاک فراهم می‌کنند، از تکنولوژی مدل ارزیابی هوشمند در تحلیل‌های خود استفاده می-کنند.
تکنولوژی ارزیابی هوشمند با استفاده از داده‌های ثبت شده عمومی و منطق تصمیم‌گیری کامپیوتری یک قیمت فروش محتمل برای ملک تخمین می‌زند. مدل ارزیابی هوشمند عموماً از ترکیب دو نوع ارزیابی، «مدل هدانیک» و «فروش‌های تکرارشونده» استفاده می‌کند و در نهایت ارزش نهایی مسکن را بر اساس تاریخ درخواستی ارائه می‌دهد.
در اواخر دهه ۹۰ میلادی، این تکنولوژی برای اولین بار توسط موسسات سرمایه‌گذاری جهت ارزیابی ریسک وام‌های وثیقه‌ای مورد استفاده قرار گرفت.

## ایران
در ایران تا پیش از ورود سامانه‌های آنلاین املاک، تمام آگهی‌های ملک را تنها می شد از صفحات نیازمندی‌های روزنامه یا مراجعه حضوری به آژانس‌های املاک پیدا می‌کرد. این روش دو مشکل اساسی داشت: نخست اینکه آژانس‌های املاک و فایل‌های موجود تنها محدود به مشتریان محلی می‌شد و مشتریان سایر محلات و مناطق ممکن بود تنها به صورت تصادفی به آن آژانس املاک مراجعه کنند؛ دوم اینکه اطلاعات موجود در آگهی‌های نوشتاری و حتی مراجعه حضوری به املاک بسیار محدود بود در نتیجه افراد جویای ملک حتما باید به صورت حضوری به محل ملک مراجعه می‌کردند که این مساله هم بسیار زمان بر بود و هم اینکه ممکن بود وقتی به یک آژانس املاک سر می‌زدند، فایل متناسب و دلخواه آنها موجود نبود.
پرتال‌ها و سامانه‌های هوشمند املاک ، دقیقا با اطلاع از همین نیازها راه‌اندازی شدند. این سامانه‌های آنلاین از یک سو فایل‌های مشاوران املاک را در طیف بسیار وسیع‌تر، با امکانات و مشخصات بسیار کامل‌تری نظیر عکس، فیلم، تور مجازی، توضیحات کامل و موقعیت مکانی روی نقشه در معرض دید کاربران قرار دادند و از سوی دیگر در وقت و انرژی افراد جویای ملک و مشاوران املاک صرفه جویی کردند.
از دیگر امکاناتی که این سامانه ها برای کاربران فراهم کردنده اند امکان جست و جو خانه و ارزیابی هوشمند قیمت در شهر های گوناگون است.

## مزایای مدل ارزیابی هوشمند
AVM برای وام دهندگان مسکن جهت ارزیابی قیمت مسکن کاربرد فراوان دارد؛ تا با توجه به ارزش مسکن، به متقاضیان وام اختصاص دهند. مزیت AVM نسبت به ارزش‌گذاری سنتی، صرفه جویی در زمان، هزینه و سایر منابع است؛ به این ترتیب هزینه ارزیابی ملک را پایین می‌آید. همچنین برخلاف ارزیابی سنتی، ریسک فساد و کلاه‌برداری در AVM وجود ندارد؛ زیرا AVM انسان را از فرایند ارزیابی حذف می‌کند؛ بنابراین سوگیری‌های ذهنی را از فرایند حذف می‌کند. AVM برای ارزیابی پرتفوی ملک نیز مفید است. همچنین مدل ارزیابی هوشمند به افراد کمک کند که دقت بیشتر و خطای کمتر از ارزش ملک مطلع شوند.

## معایب مدل ارزیابی هوشمند
از اشکالات AVM آن است که شرایط هر ملک را به‌طور خاص در نظر نمی‌گیرد؛ بنابراین ارزش‌گذاری بر اساس متوسط شرایط خانه-ها انجام می شود و واقعیت را نشان نمی‌دهد. همچنین ارزش‌گذاری ساختمان‌های نوساز به دلیل کمبود داده‌های خانه‌های مشابه مشکل است.
بسیاری از AVM ها از داده‌های معاملات انجام شده استفاده می-کنند که معمولاً سه تا شش ماه تأخیر دارند. این یک نقطه شروع خوب برای ارزیابی ملک است اما شرایط فعلی بازار ملک را در نظر نمی‌گیرد.

## صفحات مرتبط
سامانه‌های آنلاین املاک
شاخص قیمت مسکن